# Jauza
La Jauza (in russo: Яуза) è un fiume di Mosca, in Russia, affluente di sinistra della Moscova e suo maggiore affluente all'interno dei confini della città. 
Nasce nel Parco Nazionale Losiny Ostrov, a nord-est di Mosca, scorre nel territorio di Mytišči per poi entrare a Mosca nel distretto di Medvedkovo e seguire un percorso tortuoso e ricco di meandri in direzione nord-sud. 
Si unisce alla Moscova nel centro cittadino, nel quartiere Taganskij in corrispondenza del sito in cui è stato eretto l'edificio residenziale in Kotel'ničeskaja naberežnaja. Sulle sue rive si trovano numerosi edifici storici di Mosca tra i quali il monastero del Salvatore e di Andronico.
All'interno del territorio cittadino il suo corso è navigabile per un tratto di quasi 10 km e il fiume è attraversato da 21 ponti stradali, cinque ponti ferriviari, un ponte tranviario, due ponti per la linea metropolitana, numerosi ponti pedonali e lo storico Acquedotto di Rostokino. Il Ponte Malyj Ustinkij si stende sopra la foce.